# Oakland Raiders 2014
La stagione 2014 degli Oakland Raiders è stata la 45ª della franchigia nella National Football League, la 55ª complessiva e la terza con Dennis Allen come capo-allenatore. Dopo aver perso le prime quattro partite, il 29 settembre Allen fu licenziato e nominato così allenatore ad interim il coach della linea offensiva Tony Sparano. La squadra fu matematicamente eliminata dai playoff dopo la sconfitta della settimana 11 contro i Chargers. Dopo una striscia di 16 sconfitte consecutive, Oakland tornò a vincere per 24-20 contro i Kansas City Chiefs il 20 novembre e concluse vincendo tre delle ultime sei gare.
Il 28 settembre 2014 i Raiders giocarono la loro prima partite delle NFL International Series disputata a Londra contro i Miami Dolphins.

## Scelte nel Draft 2014

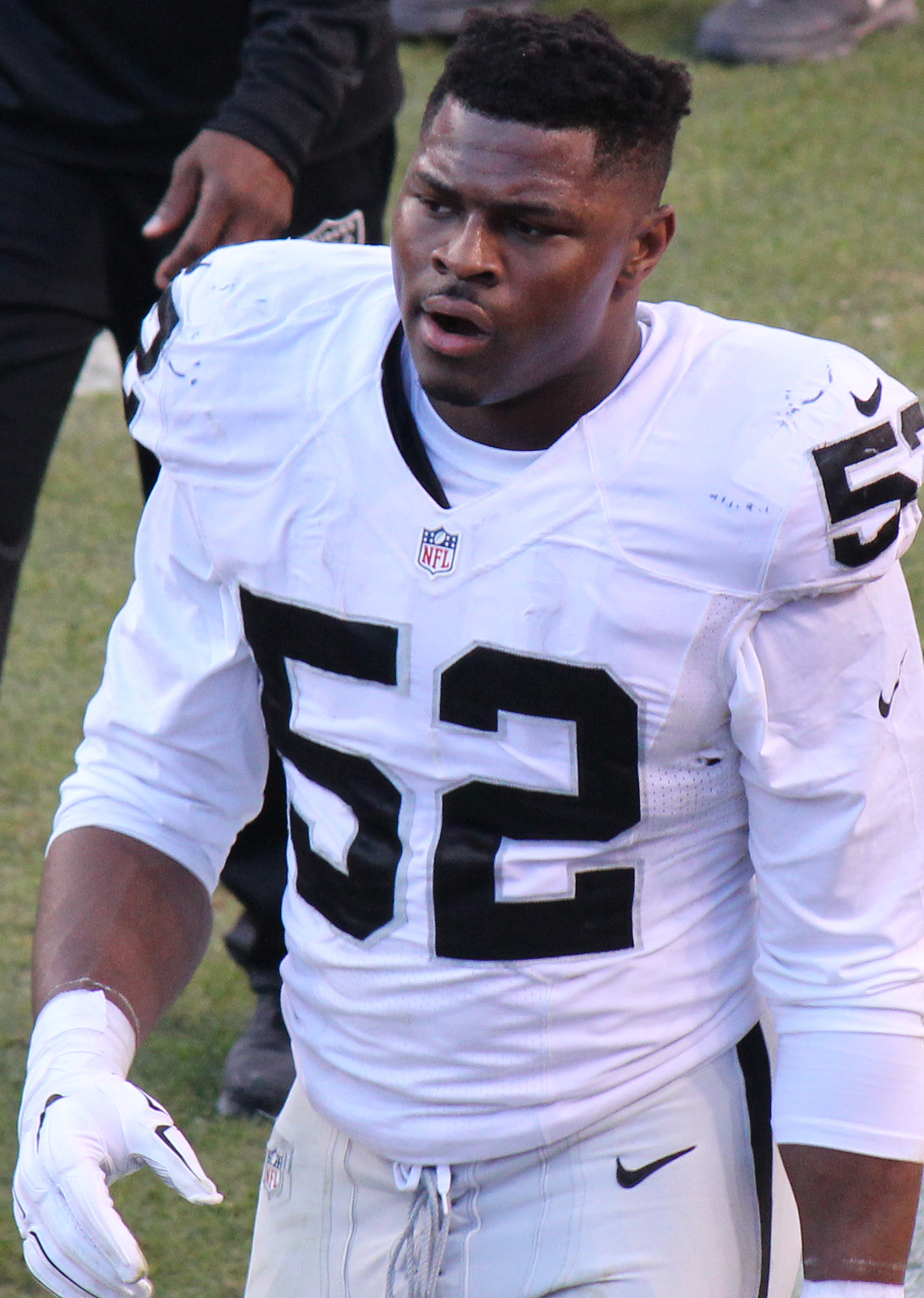
Khalil Mack fu la scelta del primo giro dei Raiders nel 2014

Prima del draft, le scelte cedute sono state:
- La 134ª del 5º giro per l'acquisto del quarterback Matt Flynn dai Seattle Seahawks
- La 165ª del 6º giro per l'acquisto del quarterback Matt Schaub dagli Houston Texans

| Scelte dei Raiders nel Draft 2014 |        |                  |                  |                   |
| Giro                              | Scelta | Giocatore        | Ruolo            | College           |
| 1º                                | 5ª     | Khalil Mack      | Linebacker       | Buffalo           |
| 2º                                | 36ª    | Derek Carr       | Quarterback      | Fresno State      |
| 3º                                | 81ª    | Gabe Jackson     | Guard            | Mississippi State |
| 4º                                | 107ª   | Justin Ellis     | Defensive tackle | Louisiana Tech    |
| 4º                                | 116ª   | Keith McGill     | Cornerback       | Utah              |
| 5º                                | -      | Nessuna scelta   | Nessuna scelta   | Nessuna scelta    |
| 6º                                | -      | Nessuna scelta   | Nessuna scelta   | Nessuna scelta    |
| 7º                                | 219ª   | T.J. Carrie      | Cornerback       | Ohio              |
| 7º                                | 235ª   | Shelby Harris    | Defensive end    | Illinois State    |
| 7º                                | 247ª   | Jonathan Dowling | Safety           | Western Kentucky  |

## Movimenti di mercato
- Il 12 marzo 2014 firmarono l'offensive tackle Austin Howard
- Il 13 marzo firmarono il defensive end Justin Tuck e il linebacker LaMarr Woodley
- Il 14 marzo firmarono il cornerback Tarell Brown e il defensive lineman Antonio Smith
- Il 15 marzo rifirmarono il running back Darren McFadden
- Il 17 marzo firmarono il wide receiver James Jones e l'offensive lineman Kevin Boothe
- Il 19 marzo rifirmarono la safety Usama Young e OT Donald Penn
- Il 21 marzo rifirmarono la safety Charles Woodson e presero in scambio della scelta del sesto giro del draft 2014, il quarterback Matt Schaub
- Il 25 marzo rifirmarono il fullback Jamize Olawale
- Il 28 marzo firmarono il running back Maurice Jones-Drew, il defensive lineman C.J. Wilson e rifirmarono il defensive tackle Pat Sims
- Il 31 marzo firmarono il cornerback Carlos Rogers
- Il 1º aprile rilasciarono la guardia Mike Brisiel
- Il 2 aprile rifirmarono il running back Jeremy Stewart
- Il 21 aprile cedettero il quarterback Terrelle Pryor ai Seattle Seahawks per una scelta del 7º giro del draft NFL 2014.

## Precampionato
Il 9 aprile 2014 furono annunciate le gare delle partite di precampionato.
| Precampionato |                |                     |           |        |                                 |         |
| Settimana     | Data           | Avversario          | Risultato | Record | Stadio                          | Sintesi |
| 1             | 8 agosto       | @ Minnesota Vikings | S 6–10    | 0–1    | TCF Bank Stadium                | Sintesi |
| 2             | 15 agosto 2014 | Detroit Lions       | V 27–26   | 1–1    | Oakland-Alameda County Coliseum | Sintesi |
| 3             | 22 agosto 2014 | @ Green Bay Packers | S 21–31   | 1–2    | Lambeau Field                   | Sintesi |
| 4             | 28 agosto 2014 | Seattle Seahawks    | V 41–31   | 2–2    | Oakland-Alameda County Coliseum | Sintesi |

## Stagione regolare

### Calendario

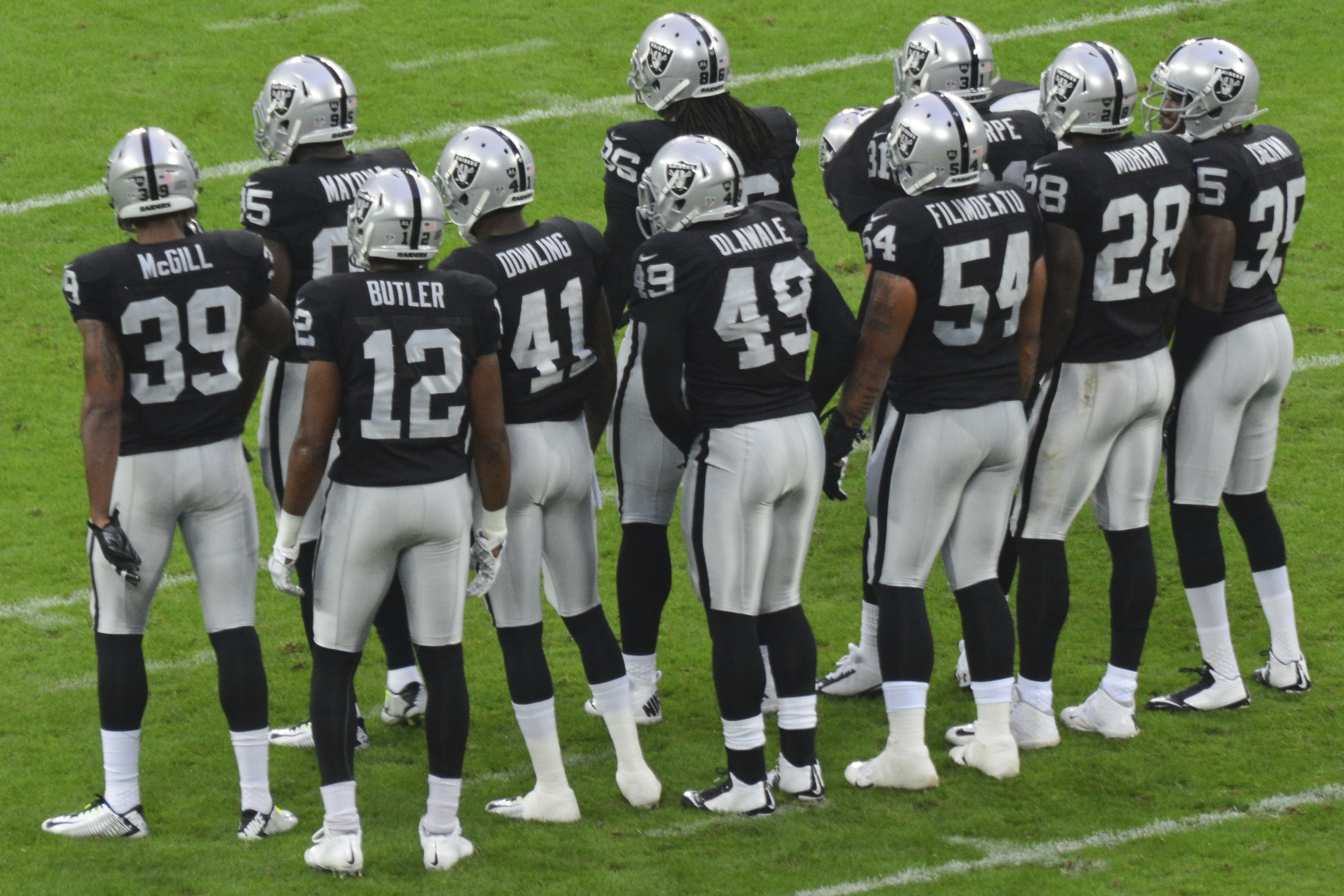
I Raiders a Londra contro i Dolphins il 28 settembre.

| Precampionato |                   |                        |           |        |                                     |         |
| Settimana     | Data              | Avversario             | Risultato | Record | Stadio                              | Sintesi |
| 1             | 7 settembre 2014  | @ New York Jets        | S 14–19   | 0–1    | MetLife Stadium                     | Sintesi |
| 2             | 14 settembre 2014 | Houston Texans         | S 14–30   | 0–2    | Oakland-Alameda County Coliseum     | Sintesi |
| 3             | 21 settembre 2014 | @ New England Patriots | S 9–16    | 0–3    | Gillette Stadium                    | Sintesi |
| 4             | 28 settembre 2014 | Miami Dolphins (I)     | S 14–38   | 0–4    | Wembley Stadium (Londra)            | Sintesi |
| 5             | Riposo            | Riposo                 | Riposo    | Riposo | Riposo                              | Riposo  |
| 6             | 12 ottobre 2014   | San Diego Chargers     | S 28–31   | 0–5    | Oakland-Alameda County Coliseum     | Sintesi |
| 7             | 19 ottobre 2014   | Arizona Cardinals      | S 13–24   | 0–6    | Oakland-Alameda County Coliseum     | Sintesi |
| 8             | 26 ottobre 2014   | @ Cleveland Browns     | S 13–23   | 0–7    | FirstEnergy Stadium                 | Sintesi |
| 9             | 2 novembre 2014   | @ Seattle Seahawks     | S 24–30   | 0–8    | CenturyLink Field                   | Sintesi |
| 10            | 9 novembre 2014   | Denver Broncos         | S 17–41   | 0–9    | Oakland-Alameda County Coliseum     | Sintesi |
| 11            | 16 novembre 2014  | @ San Diego Chargers   | S 6–13    | 0–10   | Qualcomm Stadium                    | Sintesi |
| 12            | 20 novembre 2014  | Kansas City Chiefs     | V 24–20   | 1–10   | Oakland-Alameda County Coliseum     | Sintesi |
| 13            | 30 novembre 2014  | @ St. Louis Rams       | S 0–52    | 1–11   | Edward Jones Dome                   | Sintesi |
| 14            | 7 dicembre 2014   | San Francisco 49ers    | V 24–13   | 2–11   | Oakland-Alameda County Coliseum     | Sintesi |
| 15            | 14 dicembre 2014  | @ Kansas City Chiefs   | S 13–31   | 2–12   | Arrowhead Stadium                   | Sintesi |
| 16            | 21 dicembre 2014  | Buffalo Bills          | V 26–24   | 3–12   | Oakland-Alameda County Coliseum     | Sintesi |
| 17            | 28 dicembre 2014  | @ Denver Broncos       | S 14–47   | 3–13   | Sports Authority Field at Mile High | Sintesi |

Note:
- Gli avversari della propria division sono in grassetto.
- Il simbolo "@" indica una partita giocata in trasferta.
- (I) indica una partita delle NFL International Series giocata all'estero.

## Classifiche

### Division
| AFC West           |    |    |   |     |     |     |
| Squadra            | V  | S  | P | PCT | PF  | PS  |
| (2) Denver Broncos | 12 | 4  | 0 | 750 | 482 | 354 |
| Kansas City Chiefs | 9  | 7  | 0 | 563 | 353 | 281 |
| San Diego Chargers | 9  | 7  | 0 | 563 | 348 | 348 |
| Las Vegas Raiders  | 3  | 13 | 0 | 188 | 253 | 452 |